# Список организаций, внесённых в реестр «Память мира»
Первые записи в реестре ЮНЕСКО «Память мира» были сделаны в 1997 году. Создавая компендиум мирового документального наследия — рукописи, устные традиции, аудиовизуальные материалы, библиотечные и архивные фонды, — программа стремится задействовать свои сети экспертов для обмена информацией и привлечения ресурсов для сохранения, оцифровки и распространения документальных материалов. По состоянию на 2013 год в реестр было включено 193 документальных наследия, среди которых записи народной музыки, древних языков и фонетики, старинные остатки религиозных и светских рукописей, коллективные прижизненные произведения известных гигантов литературы, науки и музыки, копии знаковых кинофильмов и короткометражных фильмов, а также отчеты, документирующие изменения на мировой политической, экономической и социальной арене. Из них семь объектов наследия были номинированы международными организациями.

## Список международных организаций
| Документальное наследие                                                             | Международная организация                                                                  | Местонахождение | Год внесения | Примечание |
| ----------------------------------------------------------------------------------- | ------------------------------------------------------------------------------------------ | --- | ------------ | ---------- |
| Первая запись голоса в истории человечества, голос Эдуара Леона Скотт де Мартенвиля | Ассоциация зарегистрированных звуковых коллекций                                           | - Академия наук института Франции 48°51′26″ с. ш. 2°20′13″ в. д. - Национальный институт промышленной собственности 48°54′17″ с. ш. 2°15′44″ в. д. - Библиотека института Франции 48°51′22″ с. ш. 2°20′01″ в. д. - Общество поощрения национальной промышленности 48°51′16″ с. ш. 2°19′52″ в. д. | 2015         | [ 4 ]      |
| Архив международного агентства по делам военнопленных, 1914—1923 годы               | Международный комитет Красного Креста                                                      | Международный музей Красного Креста, Женева 46°13′38″ с. ш. 6°08′13″ в. д. | 2007         | [ 5 ]      |
| Архивы Международной службы розыска                                                 | Архивы Арользена                                                                           | Архивы Арользена, Бад-Арользен 51°22′41″ с. ш. 9°01′09″ в. д. | 2013         | [ 6 ]      |
| Архив Международного института интеллектуального сотрудничества, 1925—1946 годы     | Архив ЮНЕСКО                                                                               | Архив ЮНЕСКО, Париж 48°50′59″ с. ш. 2°18′23″ в. д. | 2017         | [ 7 ]      |
| Архивы Лиги Наций 1919—1946                                                         | Отделение Организации Объединённых Наций в Женеве                                          | Отделение Организации Объединённых Наций, Женева 46°13′36″ с. ш. 6°08′25″ в. д. | 2009         | [ 8 ]      |
| Фото-и киноархивы палестинских беженцев БАПОР                                       | Ближневосточное агентство ООН для помощи палестинским беженцам и организации работ (БАПОР) | Ближневосточное агентство Организации Объединённых Наций для помощи палестинским беженцам и организации работ, отдел управления общественной информацией, Иерусалим 31°47′49″ с. ш. 35°13′33″ в. д.                                                                                              | 2009         | [ 9 ]      |
| Отчеты о программе Всемирной организации здравоохранения по искоренению оспы        | Всемирная организация здравоохранения (ВОЗ)                                                | Группа документации и архивов, штаб-квартира ВОЗ, Женева 46°13′58″ с. ш. 6°08′04″ в. д. | 2017         | [ 10 ]     |

### Комментарии
1. ↑  Представленные имена и варианты написания основаны на официальном списке, опубликованном программой «Память мира».